# Plymouth (condado de Grafton)
Plymouth es un lugar designado por el censo ubicado en el condado de Grafton en el estado estadounidense de Nuevo Hampshire. En el Censo de 2010 tenía una población de 4.456 habitantes y una densidad poblacional de 460,02 personas por km².

## Geografía
Plymouth se encuentra ubicado en las coordenadas 43°44′20″N 71°42′10″O / 43.73889, -71.70278. Según la Oficina del Censo de los Estados Unidos, Plymouth tiene una superficie total de 9.69 km², de la cual 9.46 km² corresponden a tierra firme y (2.3%) 0.22 km² es agua.

## Demografía
Según el censo de 2010, había 4.456 personas residiendo en Plymouth. La densidad de población era de 460,02 hab./km². De los 4.456 habitantes, Plymouth estaba compuesto por el 96.41% blancos, el 0.76% eran afroamericanos, el 0.22% eran amerindios, el 1.08% eran asiáticos, el 0% eran isleños del Pacífico, el 0.52% eran de otras razas y el 1.01% pertenecían a dos o más razas. Del total de la población el 1.75% eran hispanos o latinos de cualquier raza.